# Slatina (Jagodina)
Slatina es un pueblo ubicado en Jagodina, distrito de Pomoravlje, Serbia.

## Superficie
Cuenta con una superficie de 11,10 kilómetros cuadrados.

## Demografía
Hasta 2022 la población era de 110 habitantes, con una densidad de población de 9,906 habitantes por kilómetro cuadrado.
| Gráfica de evolución demográfica de Slatina entre 1948 y 2022                        |
|                                                                                      |
| Datos según Population statistics of Eastern Europe & former USSR y City Population. |